# Rio Catete
Rio Catete är ett vattendrag i Brasilien. Det ligger i delstaten Pará, i den centrala delen av landet, 1 200 km nordväst om huvudstaden Brasília.
I omgivningarna runt Rio Catete växer i huvudsak städsegrön lövskog. Trakten runt Rio Catete är nära nog obefolkad, med mindre än två invånare per kvadratkilometer.